# Biduš
Biduš (mađ. Rózsafa) je selo u južnoj Mađarskoj.
Zauzima površinu od 16,64 km četvorna.

## Zemljopisni položaj
Nalazi se na 46° 1' sjeverne zemljopisne širine i 17° 53' istočne zemljopisne dužine. Botka je 1,5 km sjeverozapadno, Petreda je 1 km sjeverno, Kacsóta je 4 km istočno-sjeveroistočno, Sedijanaš je 2 km jugoistočno, Bánfa je 1,5 km južno, Katádfa je 1,5 km južno-jugozapadno, Denčaz je 4 km jugozapadno, Obolj je 8 km zapadno, a kotarsko sjedište Siget je 5 km zapadno-sjeverozapadno.

## Upravna organizacija
Upravno pripada Sigetskoj mikroregiji u Baranjskoj županiji. Poštanski broj je 7914.

## Povijest
Biduš se 1330. spominje kao Scentmihalfolua u povijesnim dokumentima.

## Promet
1 km sjeverno od sela prolazi željeznička prometnica.

## Stanovništvo
Biduš ima 418 stanovnika (2001.). Većina su Mađari, a Roma, koji u selu imaju manjinsku samoupravu, čine oko desetine. U Bidušu živi i nešto više od 1% Nijemaca. 70% stanovnika su katolici, nešto više od 1/6 su kalvinisti.

## Vanjske poveznice
- Biduš na fallingrain.com